# Settime
Settime (Setmi in piemontese) è un comune italiano di 539 abitanti della provincia di Asti in Piemonte.
Il comune fa parte dell'Unione Comunale Comunità Collinare Val Rilate. Parte del territorio del comune è compresa nella Riserva naturale speciale della Valle Andona, Valle Botto e Val Grande.

## Simboli
Lo stemma del comune è stabilito dal D.P.R. del 12 aprile 2001, ed è araldicamente così descritto: di rosso, alle sette ruote di sei raggi, d'argento, poste una, tre, due, una. Lo scudo è sormontato dalla corona speciale, d'oro, formata dal cerchio brunito, gemmato, cordonato ai margini, cimato da dodici sferette d'oro, sette visibili, sostenute da punte, dello stesso. Lo scudo è ornato da due rami di palma, di verde, decussati in punta.

## Società

### Evoluzione demografica
Abitanti censiti

## Infrastrutture e trasporti
La stazione di Settime-Cinaglio-Mombarone fu attivata nel 1912 lungo la cessata ferrovia Chivasso-Asti, il cui esercizio fu definitivamente sospeso nel 2011.
Tra il 1882 e il 1915 Settime fu servito dalla tranvia Asti-Cortanze.

## Amministrazione
Di seguito è presentata una tabella relativa alle amministrazioni che si sono succedute in questo comune.
| Periodo        | Periodo          | Primo cittadino    | Partito                        | Carica  | Note  |
| -------------- | ---------------- | ------------------ | ------------------------------ | ------- | ----- |
| 12 giugno 1985 | 1º giugno 1990   | Mario Tirone       | Democrazia Cristiana           | Sindaco | [ 6 ] |
| 1º giugno 1990 | 21 dicembre 1990 | Pierluigi Musso    | Democrazia Cristiana           | Sindaco | [ 6 ] |
| 5 gennaio 1991 | 24 aprile 1995   | Rita Musso Novello | -                              | Sindaco | [ 6 ] |
| 24 aprile 1995 | 14 giugno 1999   | Giuseppe Mero      | centro-destra                  | Sindaco | [ 6 ] |
| 14 giugno 1999 | 14 giugno 2004   | Sergio Tirone      | lista civica                   | Sindaco | [ 6 ] |
| 14 giugno 2004 | 8 giugno 2009    | Sergio Tirone      | lista civica                   | Sindaco | [ 6 ] |
| 8 giugno 2009  | 26 maggio 2014   | Guido Rosina       | lista civica                   | Sindaco | [ 6 ] |
| 26 maggio 2014 | in carica        | Paola Borgio       | lista civica Armonia e impegno | Sindaco | [ 6 ] |